# سيد حجاب
سيد حجاب (23 سبتمبر 1940 - 25 يناير 2017)، شاعر عامية مصري، عرف بكتابة أشعاره باللهجة العامية المصرية للكثير من الأعمال الدرامية والتليفزيونية المصرية.

## مولده ودراسته
ولد سيد حجاب بمدينة المطرية، بمحافظة الدقهلية في 23 سبتمبر 1940 وتوفي يوم 25 يناير 2017 . التحق بقسم العمارة بكلية هندسة جامعة الأسكندرية عام 1956، ثم انتقل إلى جامعة القاهرة لدراسة هندسة التعدين عام 1958.

## بداياته الشعرية
كان والد سيد حجاب بمثابة المعلم الأول له في الشعر، فقد كان يشاهده في جلسات المصطبة الشعرية حول الم قد في ليالى الشتاءالباردة وهو يلقى الشعر للصيادين في مباراة يلقي فيها كل صياد ما عنده، فكان يدون كل ما يقوله الصيادون ويحاول محاكاتهم، وكان يخفى عن والده حتى أطلعه على أول قصيدة كتبها عن شهيد باسم «نبيل منصور»، فشجعه والده على المضي قدما في هذا الاتجاه حتى دخل المدرسة وصادق المعلم الثاني شحاته سليم نصر مدرس الرسم والمشرف على النشاط الرياضي، والذي علمه كيف يكتب عن مشاعر الناس في قريته.

## لقاؤه بالسحراوي والأبنودي
وقد كان لنشأة سيد حجاب في مدينة المطرية بالدقهلية ـ وهي مدينة صيادين صغيرة على ضفاف بحيرة المنزلة تأثير كبير في شعره، وبدا ذلك واضحا منذ ديوانه الأول «صياد وجنيه». كان من أصدقائه الفنان التشكيلي عبد المنعم السحراوي، فقد اشتركا بأعمال فنية منها عمل لمدينة المطرية بمحافظة الدقهلية تحت عنوان «بلدنا بحيرة ومدنة»، و«ابن بحر» أشعار سيد حجاب ورسومات عبد المنعم السحراوي. وعندما كان سيد حجاب يسافر الي فرنسا كان يلتقي هناك بصديقه عبد المنعم السحراوي الذي كان يقيم بفرنسا والجزائر.
وفي إحدى ندوات القاهرة التقى حجاب والشاعر عبد الرحمن الأبنودي، ونشأت بينهما صداقة بعد هذا اللقاء، ثم تعرف إلى أستاذه الثالث صلاح جاهين الذي تنبأ له بأنه سيكون صوتا مؤثرا في الحركة الشعرية.
وفى منتصف الستينات من القرن الماضي احتفى المثقفون بأول ديوان له «صياد وجنية»، وبعده انتقل إلى الناس عبر الأثير من خلال مجموعة البرامج الإذاعية الشعرية «بعد التحية والسلام» و«عمار يا مصر» و«أوركسترا»، وقد كان الأبنودي يقدم معه البرنامج الأول بالتناوب، كل منهما يقدمه 15 يوما وبعد فترة انفصلا وبدأ كل منهما يقدم برنامجا منفصلا. كما شارك سيد حجاب في الندوات والأمسيات الشعرية والأعمال التليفزيونية والسينمائية في محاولة للوصول للجمهور، وقدمه جاهين لكرم مطاوع ليكتب له مسرحية «حدث في أكتوبر».

## كتابته للأغنية
وعندما دخل الشاعر سيد حجاب مجال الأغنية غنى له كل من عفاف راضي وعبد المنعم مدبولي وصفاء أبو السعود، ثم كتب أغاني لفريق الأصدقاء في ألبومها، ثم أتبعه بألبومين هما «أطفال أطفال» و«سوسة».
بعدها لحن له بليغ حمدي أغنيات لعلي الحجار وسميرة سعيد وعفاف راضى، وقدم معه الحجار «تجيش نعيش» وكتب لمحمد منير في بداياته أغنية «آه يا بلاد يا غريبة» في أول ألبوم له، ثم أربع أغنيات في ألبومه الثاني، ثم كتب أشعار العديد من الفوازير لشريهان وغيرها بجانب العديد من تترات المسلسلات التي عرض بعضها في رمضان.
شارك حجاب في إصدار مجلة «جاليرى 68» ونشر بها بعض الدراسات والأشعار.

## كتابته للأطفال
كتب للأطفال في مجلتي سمير وميكي في الفترة من 1964 إلى 1967.

## اشتغاله بالسياسة
لم يبتعد حجاب عن السياسة فالتحق منذ شبابه بأشبال الدعاة مع الإخوان المسلمين ثم انضم إلى حزب مصر الفتاة، واعتقل خمسة أشهر في عهد جمال عبد الناصر.

## من إصداراته الشعرية
- صياد وجنية، دار ابن عروس، القاهرة 1964.
- الأعمال الشعرية الكاملة، الجزء الأول، دار الفكر، القاهرة 1986.
- مختارات سيد حجاب، مكتبة الأسرة، هيئة الكتاب 2005.

## من أعماله المسجلة إذاعيًا وتلفزيونيًا
هذه بعض من أعمال سيد حجاب:
- قصيدة الطوفان.
- قصيدة سلوا قلبي.قصيدة سلوا قلبي نسخة محفوظة 28 مايو 2018 على موقع واي باك مشين.
- قصيدة السلم والكرسي.قصيدة السلم والكرسي نسخة محفوظة 15 مايو 2018 على موقع واي باك مشين.
- قصيدة زي الهوا.
- شارة مسلسل أرابيسك.
- شارة مسلسل العائلة.
- شارة مسلسل المرسى والبحار.
- شارة مسلسل الأيام.
- شارة مسلسل عصفور النار.
- شارة مسلسل وقال البحر.
- شارة مسلسل البحار مندى.
- شارة مسلسل الوسية.
- شارة مسلسل أميرة في عابدين.
- شارة مسلسل بوابة الحلواني
- شارة مسلسل ليالي الحلمية
- شارة مسلسل المال والبنون، الأداء علي الحجار وحنان ماضي
- شارة مسلسل ومن الذي لا يحب فاطمة
- شارة مسلسل «كناريا وشركاه»، الأداء للفنان علي الحجار.
- شارة مسلسل شرف فتح الباب، الأداء للفنان مدحت صالح.
- شارة مسلسل الحقيقة و السراب.
- شارة مسلسل قاسم أمين.
- شارة مسلسل (الأصدقاء).

## عضويته باللجان المتخصصة
سيد حجاب عضو بلجنة الشعر بالمجلس الأعلى للثقافة حتى وفاته.

## الجوائز
حصل حجاب على جائزة كفافيس الدولية عن مجمل أعماله.

## الوفاة
توفي يوم 25 يناير 2017 عن عمر يناهز 77 عاما بعد صراع مع المرض.